# Wapen van Hiaure

Wapen van Hiaure

Het wapen van Hiaure is het dorpswapen van het Nederlandse dorp Hiaure, in de Friese gemeente Noardeast-Fryslân. Het wapen werd in 1988 geregistreerd.

## Beschrijving
De blazoenering van het wapen luidt als volgt:
In goud een haverpluim van sinopel, in het schildhoofd vergezeld van twee toegewende kieviten.
De heraldische kleuren zijn: goud (goud) en sinopel (groen).

## Symboliek
- Haverpluim: verwijst naar de plaatsnaam, daar "hjouwer" het Friese woord is voor haver en de Friese plaatsnaam "De Lytse Jouwer" is.[3]

Kievitten: ontleend aan het wapen van dominee Wouterus Schregardus.[3] Hij was van 1705 tot 1749 de predikant van de gemeente Hiaure en Bornwird.[4]

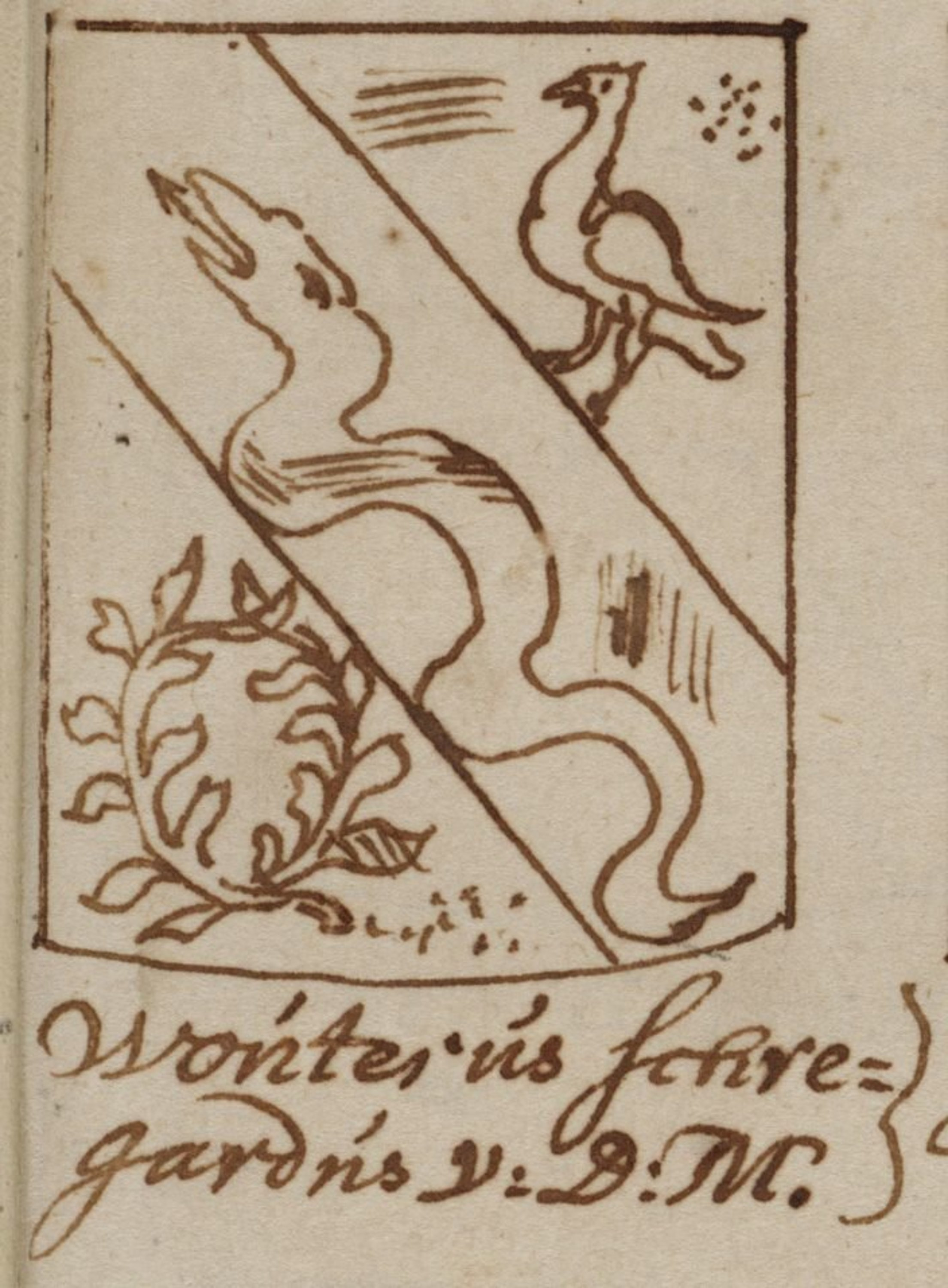
Het wapen van Wouterus Schregardus in het Wapen- en Vlaggenboek van Gerrit Hesman uit 1708.